# Кровавая графиня — Батори
«Кровавая графиня — Батори» (англ. Báthory) — историческая кинодрама режиссёра Юрая Якубиско. Премьера состоялась 4 июля 2008 года.

## Сюжет
Фильм повествует об альтернативной версии истории графини Елизаветы Батори. Как главу протестантов Западной Венгрии и дворянку из влиятельного рода, проводившую независимую  политику, графиню подвергли ужасным гонениям, а большинство улик было сфальсифицировано по политическим мотивам при участии венгерского палатина Дьёрдя Турзо, претендовавшего на часть обширных земельных владений рода Батори, и отдельных иерархов католической церкви.
Слоганы фильма: «Чем меньше доказательств, тем больше легенд…», «У легенды много лиц.»
Исключительная личность Елизаветы Батори интересует историков уже столетия. И даже сегодня, без малого 400 лет спустя со дня смерти графини, взгляды на её жизнь расходятся. В книге рекордов Гиннеса она значится как самая «большая» и кровавая убийца. Фильм о её жизни и переплетениях самых влиятельных венгерских родов того времени.

## В ролях
- Анна Фрил — графиня Елизавета Батори
- Карел Роден — палатин Венгрии, граф Дьёрдь Турзо
- Винсент Риган — генерал Ференц Надашди, муж Елизаветы Батори
- Ханс Мэтисон — Мериси Караваджо, художник
- Дрейфус Джули — леди Катарина
- Диана Хорватова (Якубиско-Хорватова) — Анна Дарвулия, знахарка
- Франко Неро — император Священной Римской империи Матвей (Матеуш) II
- Болек Поливка — монах Петер
- Энтони Бирн — Стреч
- Иржи Мадл — неофит Кирил
- Моника Гильмерова — графиня Цобор
- Луция Вондрачкова — Люция
- Яромир Носек — Миклош
- Карел Добрый — командир гвардии